# Хорол, Давид Моисеевич
Дави́д Моисе́евич Хорол (1920—1990) — советский математик. Главный конструктор и заместитель (по науке) генерального директора ЦКБ «Геофизика».

## Биография
Родился 14 февраля 1920 года в Киеве.
В 1937 году окончил школу и поступил в КГУ имени Т. Г. Шевченко (на механико-математический факультет).
Учёбу прервала Великая Отечественная война из-за которой он был переведен в Свердловский университет имени А. М. Горького и с 1941 года пошёл в армию где по специальному набору его направили на учёбу в ВВИА имени Н. Е. Жуковского. В 1944 году он с отличием окончил академию. Сразу после окончания учёбы его направили Народный комиссариат вооружения СССР. Здесь началась работа Давида Моисеевича в ЦКБ «Геофизика». Сначала работал инженером-конструктором. За годы работы сменил ряд должностей: ведущего инженера, начальника отдела, начальника СКБ, заместителя начальника ЦКБ и главного конструктора направления.
Д. Хорол разработал множество различных систем авиационной и ракетной техники, которые стали использовался в Советской Армии. Профессор (1965). Доктор технических наук (1963).
Скончался 19 февраля 1990 года. Похоронен в Москве на Кунцевском кладбище.

## Награды и премии
- Герой Социалистического Труда (23.7.1981)
- Ленинская премия (1976) — за создание авиационного комплекса с применением лазерных систем
- Сталинская премия третьей степени (1950) — за коренное усовершенствование методов производства ЭИП
- Государственная премия СССР (1970)
- два ордена Ленина (28.7.1966; 23.7.1981)
- орден Октябрьской революции (3.11.1988)
- орден Отечественной войны II степени (6.11.1985)
- медаль «За победу над Германией в Великой Отечественной войне 1941-1945 гг.» (27.9.1945)